# La Valse de l'adieu
Cet article concerne le film. Pour la valse de Chopin, voir Valse de l'adieu. Pour le roman de Philippe de Villiers, voir La Valse de l'adieu (roman).
Pour plus de détails, voir Fiche technique et Distribution.
La Valse de l'adieu, une page de la vie de Frédéric Chopin est un film français de cinéma muet réalisé par Henry Roussel, sorti en 1928.

## Synopsis
La vie du compositeur Frédéric Chopin à travers son amour de jeunesse pour Maria Wodzińska, jeune aristocrate polonaise qu'il ne put épouser du fait de sa propre situation, considérée comme trop modeste par la famille de la jeune fille. Au seuil de la mort, Chopin se souviendra de sa bien-aimée et du morceau qu'il composa en la quittant, et qui donne son titre au film : La Valse de l'adieu.

## Fiche technique
- Titre : La Valse de l'adieu
- Réalisation : Henry Roussel
- Scénario : adapté d'une nouvelle d'Henry Dupuy-Mazuel
- Conseiller historique : Édouard Ganche
- Production : Société des Films Historiques
- Pays de production:  France
- Genre : Film historique, Mélodrame
- Pellicule 35 mm - Noir et blanc
- Métrage : 3 200 m
- Date de sortie
  - France : 22 décembre 1928

## Distribution
- Pierre Blanchar : Frédéric Chopin
- Marie Bell : Maria Wodzińska
- Georges Deneubourg : Józef Elsner
- René Maupré : le comte Joseph Skarbek
- Germaine Laugier : George Sand
- Jane Irys : Marie d'Agoult
- Georgette Sorelle : la comtesse Wodzińska
- Serge Chatsky : le comte Antoine Wodziński
- Jacques Maury : Franz Liszt
- Carl : Auguste-Joseph Franchomme

## Réalisation
Le film est tourné en 1927.
Le musicologue Édouard Ganche, biographe et musicographe de Chopin, collabora activement au projet, corrigeant notamment le scénario.

## Musique
- Frédéric Chopin, Valse en la bémol majeur, opus 69, no 1 dite « Valse de l'adieu » (1835).

## Postérité
On[Qui ?] confia à Jean-Charles Reynaud la rédaction d'un court roman inspiré du film et  illustré par des photographies tirées du film, ainsi qu'on le faisait fréquemment à l'époque: La Valse de l'adieu, Éd. Jules Tallandier, 1929, 78 p.